# Frau, Leben, Freiheit

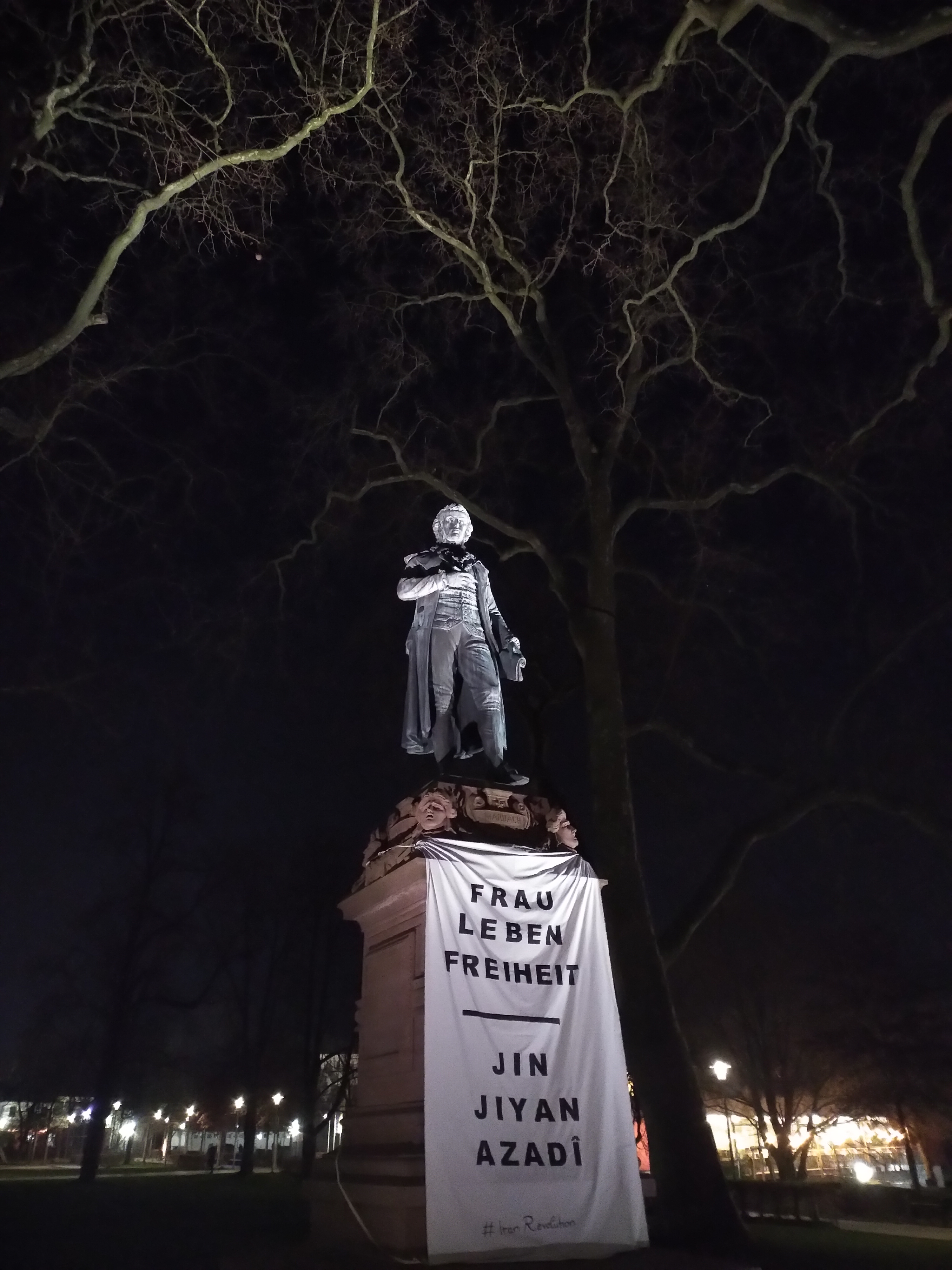
Banner an Schillerdenkmal auf der Schillerhöhe in Marbach a.N. (Februar 2023)

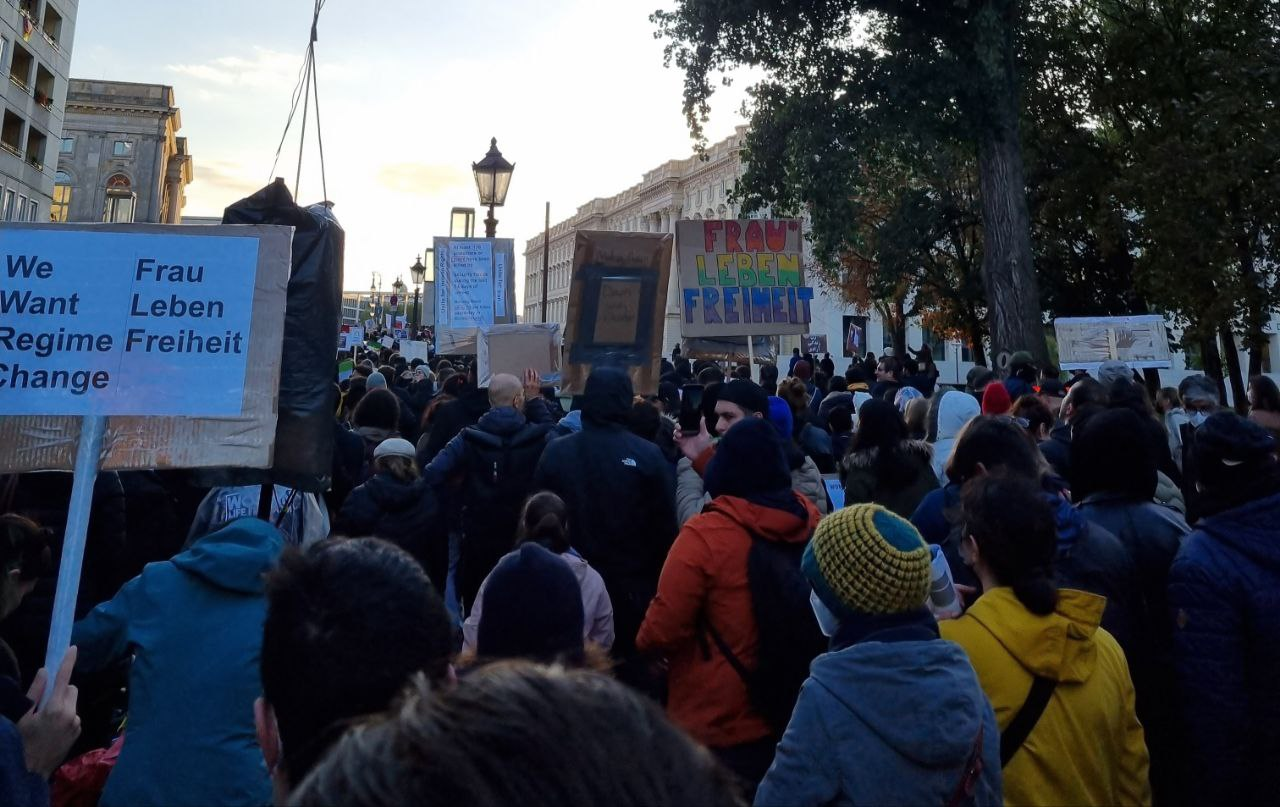
Zwei Schilder mit dem Slogan auf Deutsch bei einer Demonstration in Berlin.

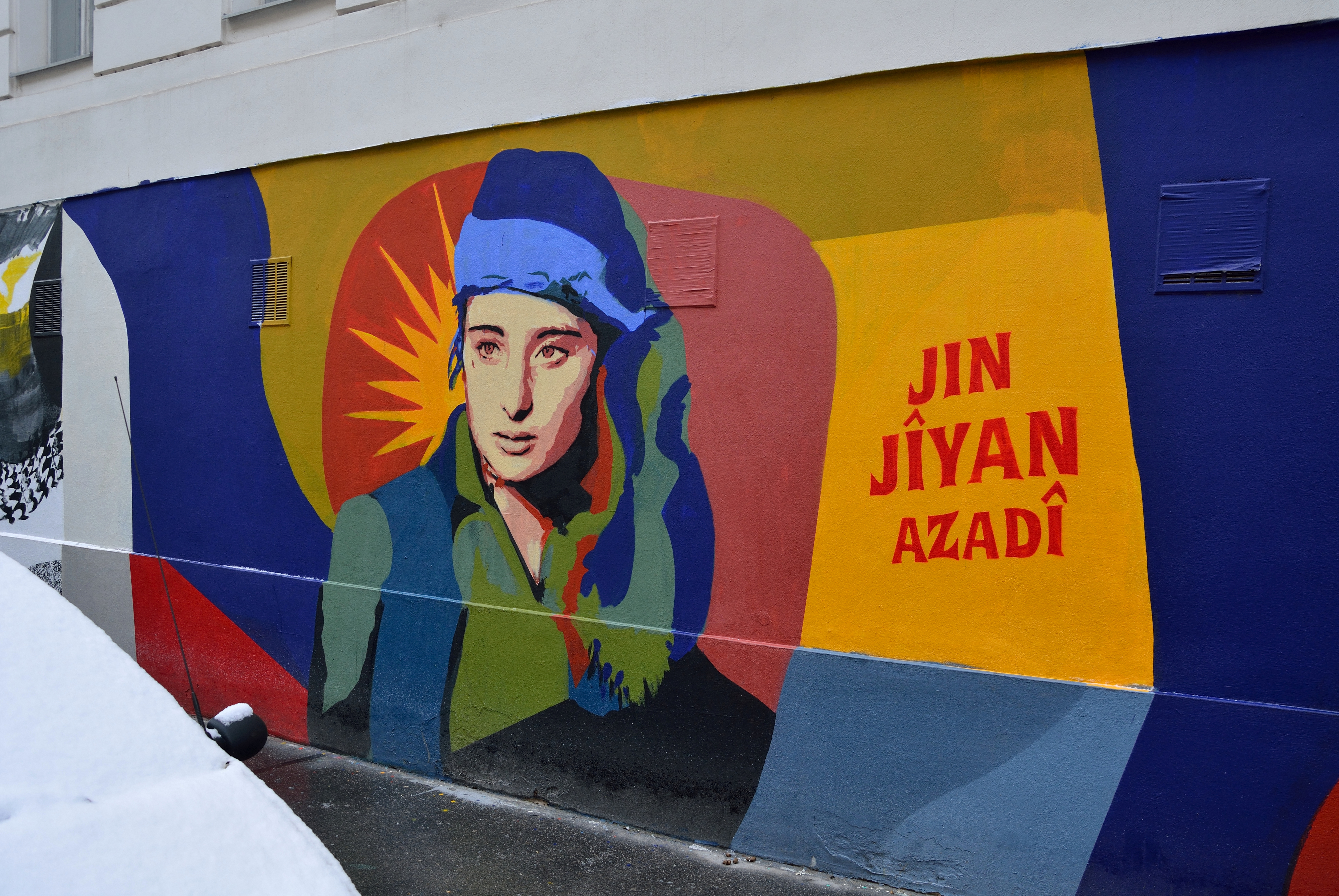
Eine Wandmalerei in Wien zeigt eine kurdische Frau mit dem Slogan (auf Kurdisch).

Frau, Leben, Freiheit (kurdisch ژن، ژیان، ئازادی Jin, Jiyan, Azadî anhörenⓘ; englisch „Woman, Life, Freedom“) ist ein politischer Slogan aus der Arbeiterpartei Kurdistans (PKK), der darauf abzielt, die Bedeutung von Frauen hervorzuheben.

Während der Proteste nach dem Tod von Jina Mahsa Amini in Iran wurde der Slogan von Demonstrierenden weltweit verwendet, sowohl in der ursprünglichen kurdischen Form als auch auf Persisch (زن، زندگی، آزادی Zan, Zendegi, Āzādi). Laut Hamid Hosravi, Dozent und Lektor für Persisch am Asien-Orient-Institut der Universität Zürich, ist der Slogan die zentrale Parole der Proteste und ein Zeichen, dass die Bewegung ein feministisches Bewusstsein zum Ausdruck bringe: „Mittlerweile haben auch die Männer gemerkt, dass ihre Freiheit erst durch die Freiheit der Frauen ermöglicht wird.“

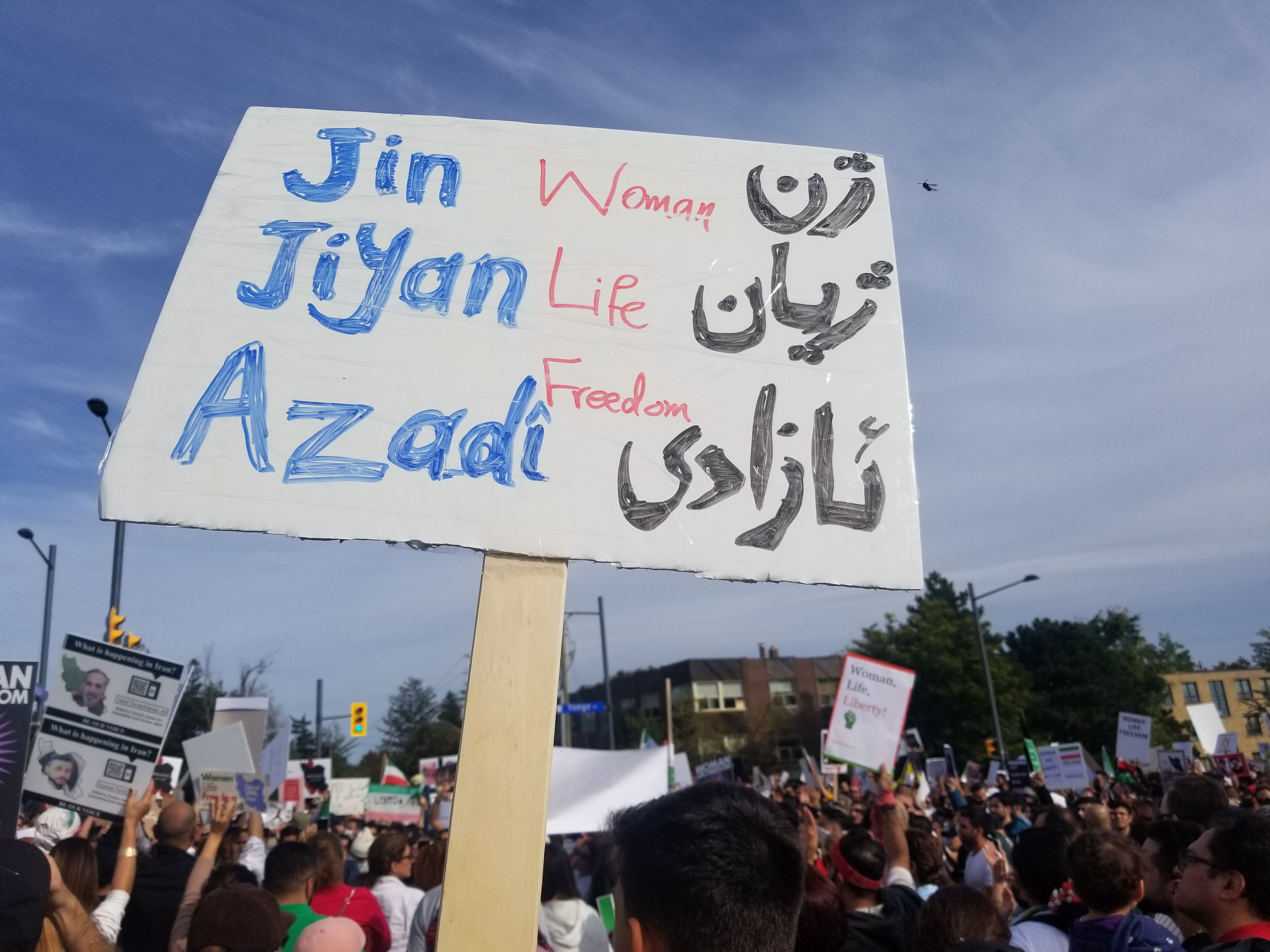
Ein Schild mit dem Slogan, sowohl auf Kurdisch (in lateinischer und arabischer Schrift) als auch auf Englisch.

## Ursprung
Der Slogan lässt sich auf die Arbeiterpartei Kurdistans des späten 20. Jahrhunderts zurückverfolgen. Zum ersten Mal wurde er von Frauen der PKK verwendet, eines Teils der kurdischen Unabhängigkeitsbewegung, die als Antwort auf politische Verfolgung durch die Regierungen Irans, des Iraks, der Türkei und Syriens entstand. Er wurde durch kurdische Persönlichkeiten wie Abdullah Öcalan in seinen antikapitalistischen und antipatriarchalen Schriften weiter verbreitet, auch im Kontext mit der Jineologie. Seit seiner ersten Verwendung ist der Slogan sowohl von Mitgliedern kurdischer Organisationen als auch außerhalb der kurdischen Bewegung verwendet worden, darunter auch von Kämpferinnen im Krieg gegen ISIS.

## Weltweite Verbreitung
Der Slogan wurde zuerst von kurdischen Kämpferinnen geprägt und fand dann weltweite Verbreitung bei Demonstrationen. Am 25. November 2015 wurde er bei Kundgebungen zum Internationalen Tag zur Beseitigung von Gewalt gegen Frauen in mehreren europäischen Ländern verwendet.

### Afghanistan

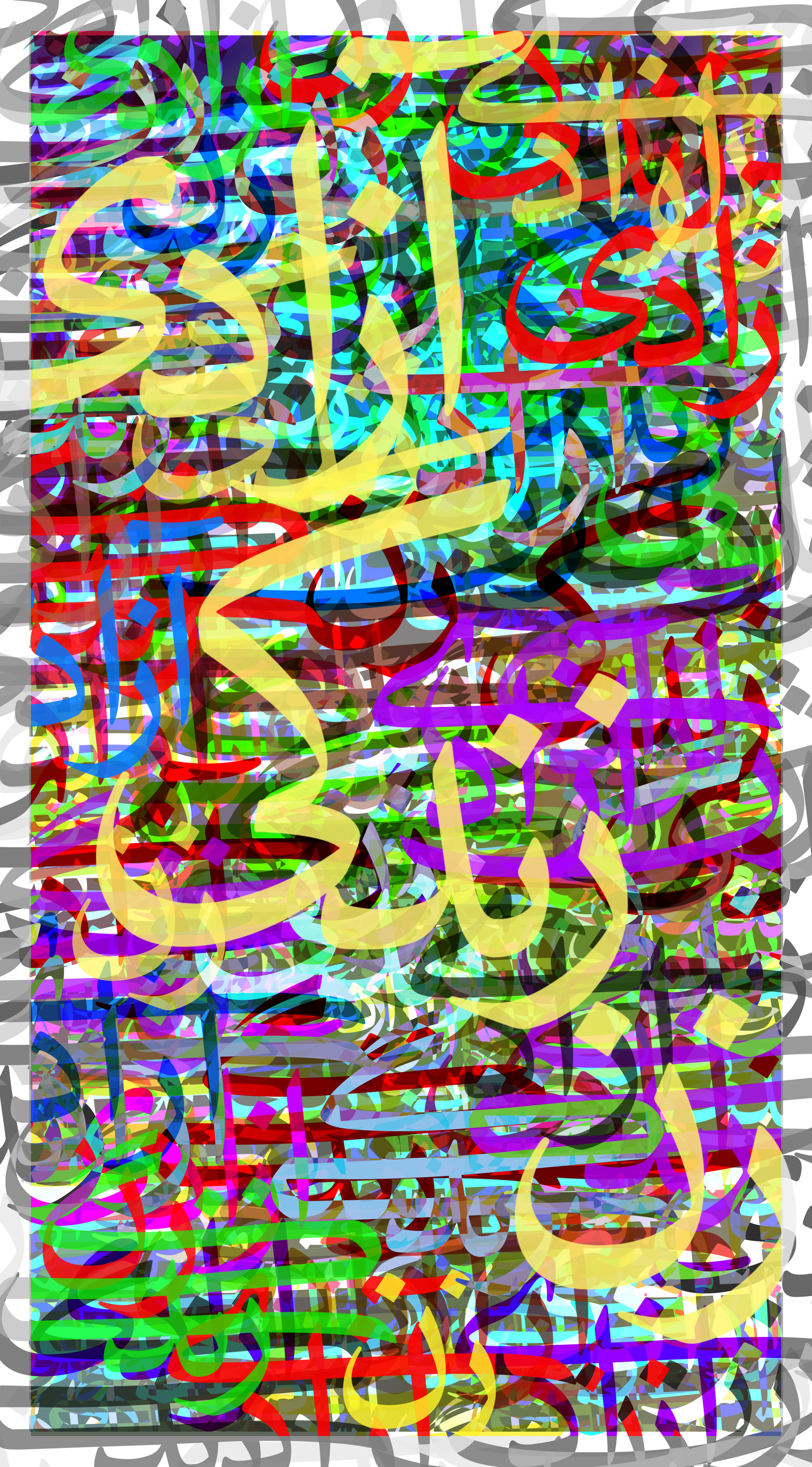
Kunstwerk des Slogans auf Persisch. Der Slogan wurde während der Proteste über den Tod von Mahsa Amini verwendet.

Am 20. September 2022 riefen afghanische Frauen den Slogan bei einer Demonstration zur Unterstützung der in der Islamischen Republik Iran demonstrierenden Frauen.

### Deutschland

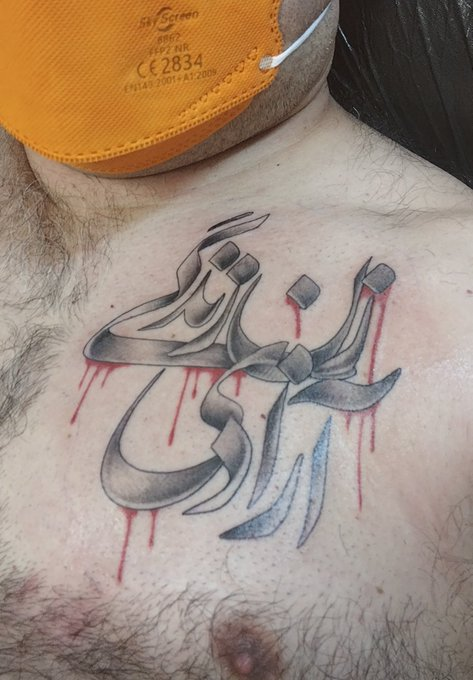
Tattoo Zan, Zendegi, Azadi

Bundesaußenministerin Annalena Baerbock erklärte beim Parteitag der Grünen im Oktober 2022: „Frau, Leben, Freiheit. Das ist der Maßstab unserer Politik, das muss der Maßstab für alle Regierungen weltweit sein.“ Der Slogan war auch Bestandteil einer Demonstration mit rund 80000 Teilnehmenden in Berlin am 22. Oktober 2022.

### Frankreich
Während der Internationalen Filmfestspiele von Cannes 2018 rief die Besetzung des Films Töchter der Sonne „jin jiyan azadî“. Die französische Tageszeitung Libération druckte den Slogan im September 2022  auf Persisch und Französisch (Femme, Vie, Liberté) auf ihrer Titelseite neben einem Foto von unverhüllten iranischen Demonstrantinnen.
Auf den Demonstrationen gegen Gewalt an Frauen (ausgelöst durch die hundertfache Vergewaltigung von Gisèle Pelicot) im November 2024 war der Slogan auf verschiedenen Postern zu sehen.

### Indien
In Indien wurde der Slogan bei Protesten im Sommer 2024 nach der Vergewaltigung und Ermordung der Ärztin Moumita Debnath am 9. August 2024 in Kolkata verwendet.

### Iran
Während der Proteste, die auf den Tod von Jina Mahsa Amini im September 2022 folgten, fand der Slogan weitere Verbreitung. Er wurde zuerst bei Aminis Beerdigung in Saqqez gerufen und war dann auf den ersten Demonstrationen nach der Beerdigung in Sanandadsch zu hören. Am 21. September riefen ihn Studierende der Universität Teheran, in den folgenden Tagen dann Demonstrierende im ganzen Land. Am 28. September und bei darauf folgenden Protesten verwendeten Studierende der Schiras-Universität für Medizinische Wissenschaften und Gesundheitsdienste den Slogan zusammen mit einer neuen, ähnlichen Version: „Frau, Leben, Freiheit; Mann, Heimat, Wohlstand“.
Nachdem sich die iranischen Proteste in anderen Städten der Welt verbreiteten, fanden Solidaritätskundgebungen in verschiedenen Städten statt, bei denen Protestierende den Slogan „Frau, Leben, Freiheit“ gemeinsam mit anderen Slogans verwendeten. Er wurde auch am Ende des Songs Baraye von Shervin Hajipour verwendet, der aufgrund der globalen Rezeption des Songs in Gewahrsam genommen wurde. Der Song wurde später bei globalen Kundgebungen für Iran am 1. Oktober 2022 in ca. 150 Städten weltweit gesungen. Anfang November veröffentlichte Taraneh Alidoosti ein Foto von sich mit besagtem Schriftzug.

### Schweden
Die im Irak geborene schwedische Europaabgeordnete Abir Al-Sahlani sagte bei einer Rede im Europäischen Parlament auf Kurdisch und Englisch „Frauen, Leben, Freiheit“, ehe sie sich als Geste der Solidarität mit den Protesten in Iran den Zopf abschnitt.

### Türkei

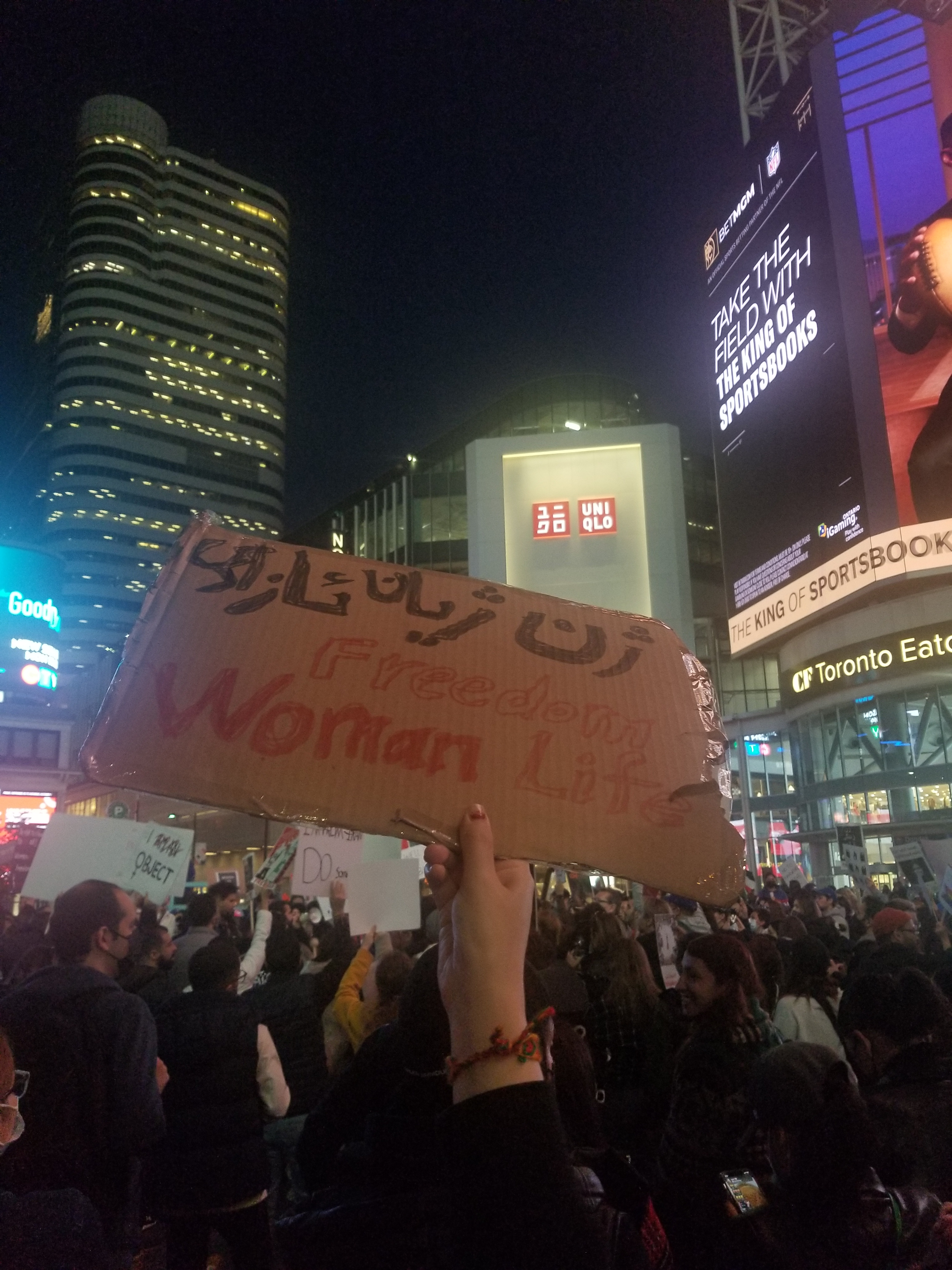
Ein Schild mit dem Slogan auf Sorani und Englisch bei einer Demonstration in Toronto.

In der Türkei wurde der Slogan wiederholt von den Samstagsmüttern und von kurdischen Frauen verwendet. Der Slogan wurde auch von türkischen Demonstrierenden in der Türkei gerufen, als sie sich am 21. September 2022 vor der iranischen Botschaft versammelten.
Am 24. November 2024, am Vortag  des internationalen Tages zur Beseitigung von Gewalt gegen Frauen, wurde der Slogan in der Türkei verboten.

## Rezeption
- Der iranische Soziologe Taghi Azadarmaki beschrieb den Slogan als „einen der tiefsten Wünsche der Mittelschicht“.[34][35]
- Der französisch-iranische Soziologe Farhad Khosrokhavar sieht den Slogan als „einen neuen Versuch in der Reihe von iranischen bürgerlichen Protesten“.[36]
- Der Soziologe Mehrdad Darvishpour befand, dass der Slogan „die gewaltsame patriarchale, tödliche und autoritäre herrschende Ideologie herausfordert“.[37]
- Der iranisch-amerikanische politische Analytiker Karim Sadjadpour sieht den Slogan „Frau, Leben, Freiheit“ als Kontrapunkt zur Regierung.[38]
- Der iranische Soziologe Mohammad Fazeli glaubt, dass in diesem Slogan der Frau ein symbolisches Gesicht gegeben und der Hass auf Gewalt demonstriert wird.[39]